# Enric Duran

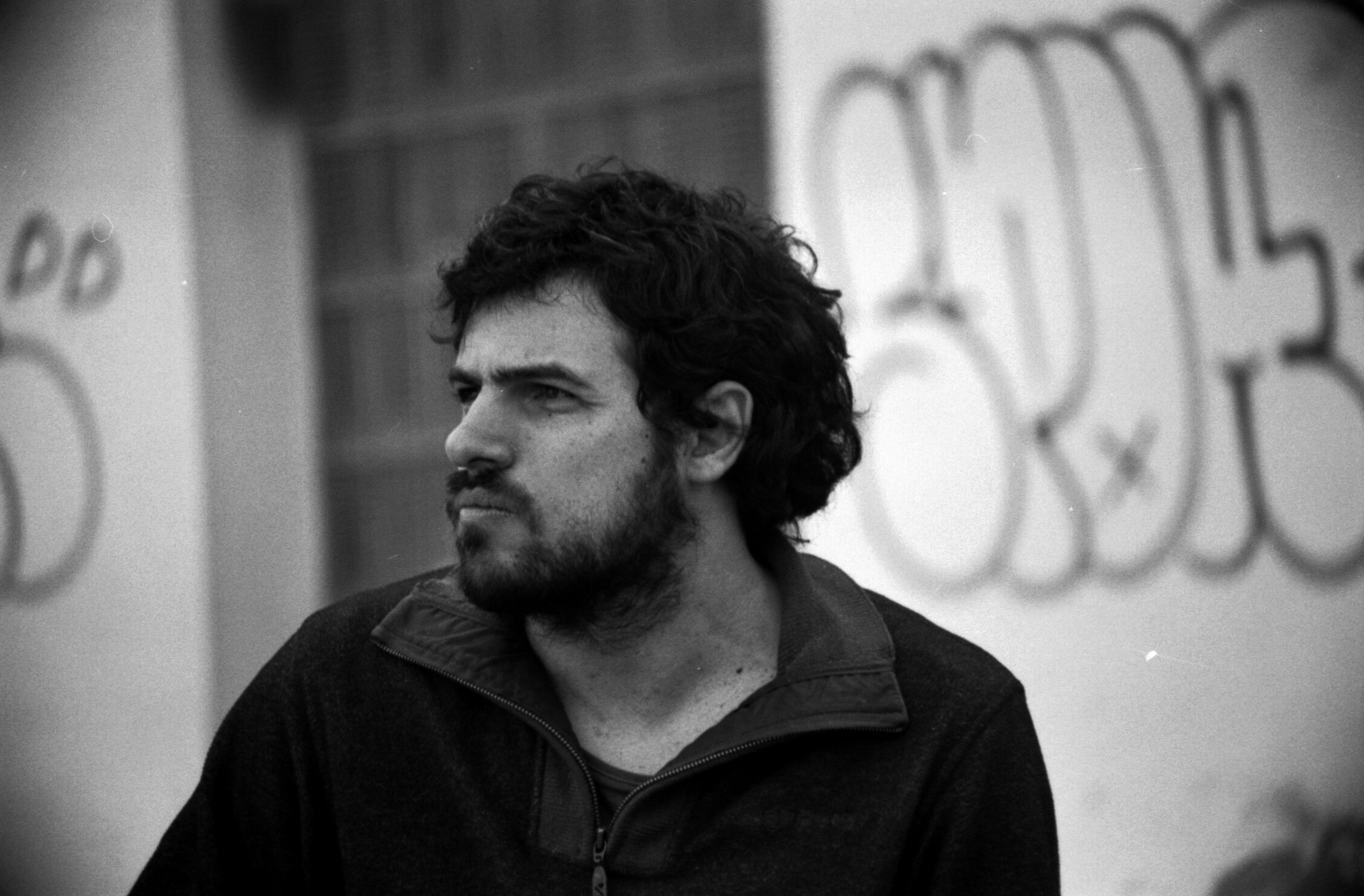
Enric Duran Giralt

Enric Duran Giralt (Vilanova i la Geltrú, 23 de abril de 1976) é um ativista da Catalunha que faz manifestações sobre o sistema financeiro.
É membro do Temps de Re-volts collective.
Foi preso em 17 de março de 2009 na Universidade de Barcelona.